# Heaven & Hell (игра)
Heaven & Hell (рус. Рай и Ад) — это компьютерная игра, жанра симулятора божества созданная студией Madcat Interactive Software и выпущенная игровым издательством cdv Software Entertainment в 2003 году.

## Игровой процесс
Игрок выступает от имени божества, желающего обратить в свою веру всех людей, проживающих на Земле. Но существуют и другие боги, которые попытаются не допустить этого.
Мана — единственный ресурс в игре. Он необходим для совершения чудес. Мана восстанавливается в домах маны.

### Пророки
Для выполнения воли бога существуют пророки — его наместники на земле, именно они несут веру народу и являются основными фигурами в игре.
Существует несколько видов пророков:
- Доброчуд/Злочуд — Творит чудеса Радуги/Небесного Ангела, или Саранчи/Огненного демона, (если игрок играет на стороне дьявола) ходит по селениям людей и проповедует.
- Добростраж/Злостраж — вместе со своими воинами защищает пророка от атак последователей противника
- Добровод/Зловод — может прокладывать дороги и открывать доступ в малодоступные части карты.
- Добрострой/Злострой — может возводить и ремонтировать обители.
- Добропут/Злопут — способен разрушать обители неприятеля и дороги, также отвербовывать воинов противника.
- Добродей/Злодей —может обратить в свою веру весь город, начать конец света.
- Доброныр/Злоныр — может проникать в неприятельские селения, похищать ману, изменять уровень веры.

### Заклинания
- Молния — удар по какому-либо объекту или сооружению.
- Землетрясение
- Цветы: бывают двух видов — жизни и смерти. Назначение чуда — поощрение жителей.
- Лягушки/пауки — устрашающее чудо.
- Ударить/одарить обитателя — поощряющее заклинание.
- Перенести обитателя

### Население
Всех людей условно можно поделить на нейтральных, и верующих. Веровать поселенцы могут в силы добра или зла. Условно всех жителей можно поделить на четыре вида: горожане, крестьяне, рабочие и кочевники.

### Строения
Все строения в игре можно подразделить на два вида: простые и божественные (перестроенные из обычных).
Перестроенные постройки в игре бывают двух видов:
- Дома молитв — необходимы для добычи маны.
- Дома укрепители веры — укрепляют веру селян.

Все постройки подразделяются на три уровня. Чем он выше, тем сильнее влияние дома. Кроме божественных и дьявольских, в игре есть обычные дома, которые, как и их хозяева, бывают нейтральными, или принадлежащие какой-либо из вер. В каждом поселении имеется городской центр — главный дом.

## Одиночная игра
Игрок может выбрать для игры как игровую кампанию, так и одиночную карту.
В Кампаниях по 7 миссий в каждой.

### Игровая кампания
Перед тем как приступить к прохождению кампаний, вы можете пройти тренировочную миссию. Во время миссии вас научат обращаться с интерфейсом игры, управлять пророками, возводить здания и т. д.
С самого начала игры доступна только кампания добрых сил, миссии за дьявола откроются после прохождения первой кампании.
В обеих кампаниях содержится по 7 миссий. Целью доброй кампании является спасение людей от всемирного потопа и ада, а злой — начало Армагеддона и захватывание как можно больше людей в Ад.

## Реакция игровой журналистики
| Сводный рейтинг       | Сводный рейтинг     |
| Агрегатор             | Оценка              |
| --------------------- | ------------------- |
| GameRankings          | 44,70 %             |
| Metacritic            | 45/100 (12 обзоров) |
| MobyRank              | 48/100              |
| Иноязычные издания    |                     |
| Издание               | Оценка              |
| 1UP.com               | F                   |
| AllGame               | [ 6 ]               |
| GameSpot              | 4,7/10              |
| GameSpy               | [ 8 ]               |
| IGN                   | 4,3/10              |
| PC Zone               | 2,5/10              |
| Русскоязычные издания |                     |
| Издание               | Оценка              |
| Absolute Games        | 65 %                |
| «Домашний ПК»         | [ 12 ]              |
| «Игромания»           | 6,5/10              |

Крупнейший русский портал игр Absolute Games поставил игре 65 %. Обозреватели отметили превосходную игровую атмосферу. К недостаткам была отнесена слабая графика. Вердикт: «Немецкий продукт, и этим все сказано. Добротно, но слишком академично, слишком „по правилам“. К сожалению, выше головы Heaven & Hell уже не прыгнет, как бы родители ни старались его подтолкнуть».
Журнал Игромания поставил игре 6,5 баллов из 10, сделав следующее заключение: «В принципе, все бы в этой игре ничего, если бы не безнадежно устаревшее графическое оформление уровня каких-нибудь Settlers II прошлого века выпуска и общая топорность интерфейса. Однако на безрыбье Heaven and Hell вполне подойдет для того, чтобы скоротать пару скучных вечеров».